# Thomas William Green
Pour les articles homonymes, voir Thomas Green et Green.
Thomas William Green, né le 20 mars 1894 - mort le 29 mars 1975, est un athlète britannique spécialiste de la marche athlétique.
Sélectionné pour les Jeux olympiques de 1932 à Los Angeles, il remporte à l'âge de 39 ans l'épreuve du 50 km marche disputée pour la première fois lors d'une échéance olympique. Réalisant le temps de 4 h 50 min 10 s, Thomas Green devance de près de sept minutes le Letton Jānis Daliņš.

## Palmarès
| Année | Compétition     | Lieu        | Résultat | Marque          |
| ----- | --------------- | ----------- | -------- | --------------- |
| 1932  | Jeux olympiques | Los Angeles | 1er      | 4 h 50 min 10 s |